# Synopeas grenadense
Synopeas grenadense är en stekelart som först beskrevs av William Harris Ashmead 1896.  Synopeas grenadense ingår i släktet Synopeas och familjen gallmyggesteklar. Inga underarter finns listade i Catalogue of Life.